# Sząbruk
Sząbruk (dawniej niem. Schönbrück) – wieś w Polsce na Warmii położona w województwie warmińsko-mazurskim, w powiecie olsztyńskim, w gminie Gietrzwałd. W latach 1975–1998 miejscowość administracyjnie należała do województwa olsztyńskiego.

## Charakterystyka
Wieś warmińska położona w pobliżu Jeziora Wulpińskiego w pagórkowatym krajobrazie polodowcowym z jeziorami, drobnymi zbiornikami wodnymi oraz śródpolnymi zadrzewieniami. W okolicy występuje wiele gatunków fauny i flory.
We wsi znajduje się szkoła podstawowa, która pełni także dodatkową funkcję kulturalno-oświatową. Organizowane tu były kursy dokształcające dla dorosłych oraz zabawy sylwestrowe. W planie jest rozbudowa szkoły z salą gimnastyczną. W Sząbruku mieści się także Wiejski Dom Kultury otwarty w 1994 r. w nowo wybudowanym budynku. Znajduje się również biblioteka, klub młodzieżowy, sala gimnastyczna, punkt internetowy. W Domu Kultury organizowane są także imprezy okolicznościowe, kursy rękodzieła, zajęcia plastyczne dla dzieci, treningi capoeira, warsztaty muzyczne, rajdy rowerowe. We wsi znajduje się Ochotnicza Straż Pożarna. Są tu punkty usługowe, sklepy spożywcze, zakład mechaniczny.
Ciekawą imprezą cykliczną jest organizowany Turniej Wsi, w którym oprócz Sząbruka uczestniczą Naterki, Unieszewo i Gronity.
Historyczne warianty nazewnicze
- W jęz. niemieckim Schönebrücke, Schonbruck, Schonbrek, Schönbrück

## Historia
W 1352 r. wieś założył niejaki Konrad. Dokument lokacyjny wystawiono 10 lat później. Wieś lokowana przez kapitułę warmińską w lipcu 1363 r. na 68 włókach. Zasadźcą był Konrad. Drugi akt lokacyjny wystawiono w 1383 r., w tym roku kapituła warmińska umorzyła czynsz gdyż wsi groził upadek. W czasie wojen polsko-krzyżackich wieś była spalona. Parafia istniała już w I poł. XIV w. Obecny kościół powstał pod koniec XV w. W 1656 r. znajdowało się tu 15 gospodarstw.
W 1783 r. wieś liczyła 42 „dymy” (domy). Pierwsza szkoła we wsi powstała w XVIII w. 
W drugiej połowie XIX w. funkcjonowało tu Bractwo św. Anny, a na początku XIX w. mieściła się tu fabryka organów. Na początku XIX w. wieś została zniszczona przez wojska napoleońskie. 
W Sząbruku, w roku 1840 urodził się tutaj Andrzej Samulowski, (1840-1928, warmiński działacz społeczny). W plebiscycie w 1920 r. za Polską głosowały 83 osoby, natomiast za Niemcami 268. W latach międzywojennych istniało koło Związku Polaków w Niemczech.
Po 1945 r. Sząbruk był wsią sołecką ze szkołą podstawową.

## Zabytki i atrakcje turystyczne

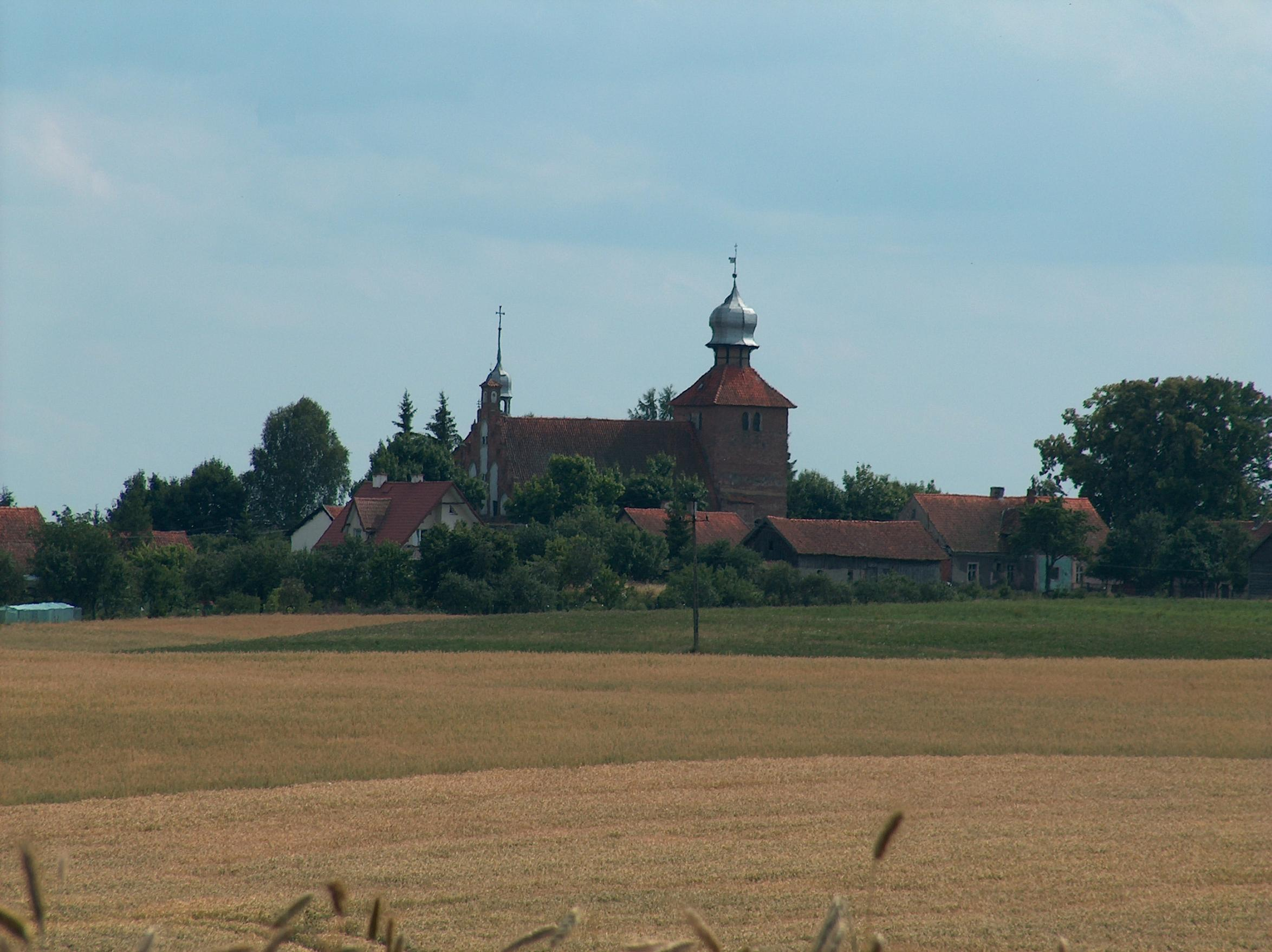
Kościół w Sząbruku

- Kościół parafialny powstał pod koniec XV w., konsekrowany 1500 pw. św. Mikołaja i św. Jana Ewangelisty, konsekrowany przez biskupa Jana Wildego został przebudowany w XVII i XIII w. i w 1913 r. Była to budowla salowa, z kamienia polnego i cegły. Wieżę dobudowano dopiero w XVIII w., wtedy też założono strop. W latach 1911–1913 od południa dobudowano nowy kościół trójnawowy według projektu Fritza Heitmanna z Królewca, nadając mu wezwanie śś. Mikołaja i Anny. Stary kościół stał się właściwie przedsionkiem nowego. Najcenniejszym zabytkiem starego kościoła jest zespół malowideł z początku XVI w. pokrywających wszystkie ściany starego kościoła. Motywem dominującym jest Sąd Ostateczny (malowidła ścienne z 1510 r.). i sceny pasyjne. Zachowały się ołtarze, obrazy i malowidła na stropie z XVIII w. Ołtarz główny pochodzi z 1790 r. Wystrój nowego kościoła jest neobarokowy. Witraże wykonała firma Franz Binsfeld z Trewiru 1911. Są tu również tablice pamiątkowe ku czci urodzonego na terenie parafii ks. Wojciecha Turowskiego i ku czci króla Belgów Baudouina I i jego małżonki Fabioli, którzy uczestniczyli tu we mszy w 1977 r. Dzwonnica zwieńczona czterospadowym dachem podwyższonym charakterystyczną wieżyczką z nieproporcjonalnie dużym hełmem dzwonowym[3].
- Kapliczki warmińskie – łącznie 7. Znajdują się one, zgodnie z tradycją warmińską, przy drogach lub na prywatnych posesjach. Najciekawsza jest kapliczka przy Dworku Hermanów, z którą związana jest legenda. Była ona zburzona w celu wykorzystania gruntów ornych, cegły z niej posłużyły do budowy stajni. Fakt ten spowodował ciągłe nieszczęścia, chorobę właściciela dworku i pomór zwierząt w gospodarstwie.
- Cztery krzyże przydrożne, zlokalizowane przy domach, posesjach oraz w zagrodach.
- Tablicę pamiątkowa wystawiona poległym żołnierzom zaciągniętym do wojska z Sząbruka i okolic w czasie I wojny światowej.
- cmentarz ze starymi mogiłami.
- Leśna Polana Edukacyjna „Stacja Permakultura” przy siedzibie Fundacji „W krajobrazie”.[4]

## Ludzie związani z miejscowością
- Z Sząbruka pochodzili Sylwester Antoni Sznarbach (1854-1924), malarz, poeta i działacz warmiński
- oraz Wiktor Steffen (1903-1997), filolog klasyczny i hellenista, profesor na Uniwersytecie Wrocławskim i na Uniwersytecie im. Adama Mickiewicza w Poznaniu.
- Urodził się tutaj Andrzej Samulowski, (1840-1928) warmiński działacz.
- Krystyna Świątecka, wokalistka poezji śpiewanej i nauczycielka muzyki